# Grande Reportagem SIC
Grande Reportagem SIC é um programa de televisão português transmitido pela SIC às segundas-feiras à noite. É um programa de jornalismo de investigação, com a coordenação da jornalista Cândida Pinto. Encontra-se no ar há mais de uma década, a 16 de maio de 1996, tendo algumas reportagens sido premiadas internacionalmente.

## Prémios
- "Snu", de Cândida Pinto: Prémio Gazeta 2006
- "O Balneário", de Miriam Alves, Filipe Ferreira e Ricardo Tenreiro: 1º Prémio no Festival Internacional de Televisão de Montecarlo;1º Prémio de Jornalismo Direitos Humanos e Integração 2008, da UNESCO; 1º Prémio AMI - Jornalismo contra a indiferença - 2008; Menção Honrosa Prémios de Jornalismo Associação Nacional Municípios Portugueses 2008
- "Meninos de Angola", de Cândida Pinto e Vitor Caldas: Prémio "Valores Humanitários e Direitos Humanos" no Festival Internacional de Grande Reportagem – FIGRA (França) – 1996
- "Lagoa da Cufada" de Aurélio Faria e Jorge Ramalho: Grande Prémio CineEco 96, Festival Internacional de Cinema e Vídeo de Ambiente da Serra da Estrela
- "20 anos depois" de Sofia Pinto Coelho: Prémio Especial do Júri, no festival Internacional de Cinema e Vídeo, Cartagena de las Índias, Colômbia 1996
- "A Condição Humana" de Rodrigo Guedes de Carvalho e Dulce Salzedas: Prémio Especial do Júri no Festival Internacional de Grande Reportagem – FIGRA 1998
- "Nação ardente" de Pedro Coelho: Prémio prestígio 2003 atribuído pelo Sindicato Bombeiros Profissionais
- "Mulheres de Bagdad" de Cândida Pinto: Prémio AMI - Jornalismo contra a Indiferença - 2004
- "Filhos da diferença" de Pedro Coelho: Prémio AMI – Jornalismo contra a indiferença - 2005
- “Fomos soldados - Vietname em Português” de Aurélio Faria e Carlos Santos: Menção Honrosa no Prémio de reportagem Cáceres Monteiro 2005
- “Laços de Ternura” de Raquel Marinho": Menção Honrosa no Prémio de Jornalismo - A Família na Comunicação Social 2005
- "A Fábrica" de Miriam Alves: Prémio da Comissão para a Igualdade dos Direitos da Mulheres para o melhor trabalho de divulgação da situação da mulher em Portugal - 2005
- “Montanha mágica - Quilimanjaro” de Carlos Rodrigues: Prémio de Televisão do Festival Internacional do Novo Nordisk Media Prize, na Dinamarca 2006
- "A um salto" de Bernardo Ferrão: Reportagem distinguida com o 1º Prémio de Jornalismo Direitos Humanos, Tolerância e Luta contra a Discriminação na Comunicação Social, atribuído pela UNESCO e pelo Instituto de Comunicação Social 2006
- "Crianças de Chernobyl" – Daniel Cruzeiro: Prémio AMI - Jornalismo Contra a Indiferença 2006; Menção honrosa no Prémio de reportagem Cáceres Monteiro 2006
- "Águas agitadas" de Bernardo Ferrão: Reportagem premiada com prémio Água, na 12ª edição do CINE ECO “Festival Internacional de Cinema e Vídeo de Ambiente”, destinado ao melhor trabalho sobre recursos hídricos - 2006
- “No Trono dos Deuses” de Aurélio Faria: Prémio Convergência Impresa 2006
- "Mulheres que amam demais de Pedro Coelho: Medalha de Ouro comemorativa do 50º aniversário da declaração universal dos Direitos Humanos - 2006
- "Identidade Digital" de Miriam Alves: Menção Honrosa do Prémio de Jornalismo Raul Junqueiro atribuído pela APDC - Associação Portuguesa para o Desenvolvimento das Comunicações, em 2006
- “O Triunfo da Vontade” de Daniel Cruzeiro: Prémio A Família na Comunicação Social instituído pelo Ministério do Trabalho e da Segurança Social em colaboração com o Instituto da Comunicação Social - 2007
- "Mundo ao contrário" de Cristina Boavida: 1º Prémio Reportagem Cáceres Monteiro 2007; 1º Prémio Novartis Oncology 2007(categoria audiovisual)
- "Escrito na palma da mão" de Carlos Rico: 1º Prémio do diálogo intercultural atribuído pela UNESCO 2008; Medalha Comemorativa dos 50 anos da Declaração dos Direitos do Homem, atribuído pela Assembleia da República 2007
- "Geração XL" Susana André: Menção honrosa no Prémio Prof. Emílio Peres atribuído pela Sociedade Portuguesa para o Estudo da Obesidade 2007
- "Rosa brava" de Pedro Coelho: Menção honrosa jornalismo contra a indiferença atribuído pela AMI – em 2008; Menção honrosa "Direitos Humanos e Integração" atribuída pela UNESCO – em 2008
- "Ilha da solidão" de Pedro Coelho: Menção honrosa no prémio de Jornalismo atribuído pela Associação Nacional de Municípios portugueses 2007
- "Na outra pele" de Raquel Marinho: 1º Prémio de Jornalismo "Direitos Humanos, Tolerância e Luta contra a Discriminação na Comunicação Social", na categoria de Meios Audiovisuais, atribuído pela UNESCO; Medalha de Ouro Comemorativa do 50º Aniversário da Declaração dos Direitos do Homem, também designado Prémio Direitos Humanos 2006, atribuída pela Assembleia da República.
- "Nô Pintcha, vamos empurrar" de Bárbara Alves da Costa: Menção honrosa do Prémio de Jornalismo Direitos Humanos, Tolerância e Luta contra a Discriminação na Comunicação da Social, atribuído pela UNESCO"Uma vida normal" de Sofia Arêde: 1º prémio de reportagem Cáceres Monteiro 2008
- "Terra envenenada" de Dulce Salzedas: Premio Cidades  Saudáveis